# Lăng Tự Đức
Lăng Tự Đức (chữ Hán: 嗣德陵) là một quần thể Di tích công trình kiến trúc, trong đó có nơi chôn cất Tự Đức, tọa lạc trong một thung lũng hẹp thuộc làng Dương Xuân Thượng, tổng Cư Chánh (cũ), nay là tổ dân phố Thượng Ba, phường Thủy Xuân, quận Thuận Hóa, thành phố Huế. Lúc mới xây dựng, Tự Đức đặt tên là Khiêm Cung (謙宮). Sau khi Tự Đức băng hà, lăng được đổi tên thành Khiêm Lăng (謙陵).
Lăng Tự Đức có kiến trúc cầu kỳ, phong cảnh sơn thủy, hữu tình và là một trong những lăng tẩm đẹp nhất của hoàng gia nhà Nguyễn.

## Quá trình xây lăng

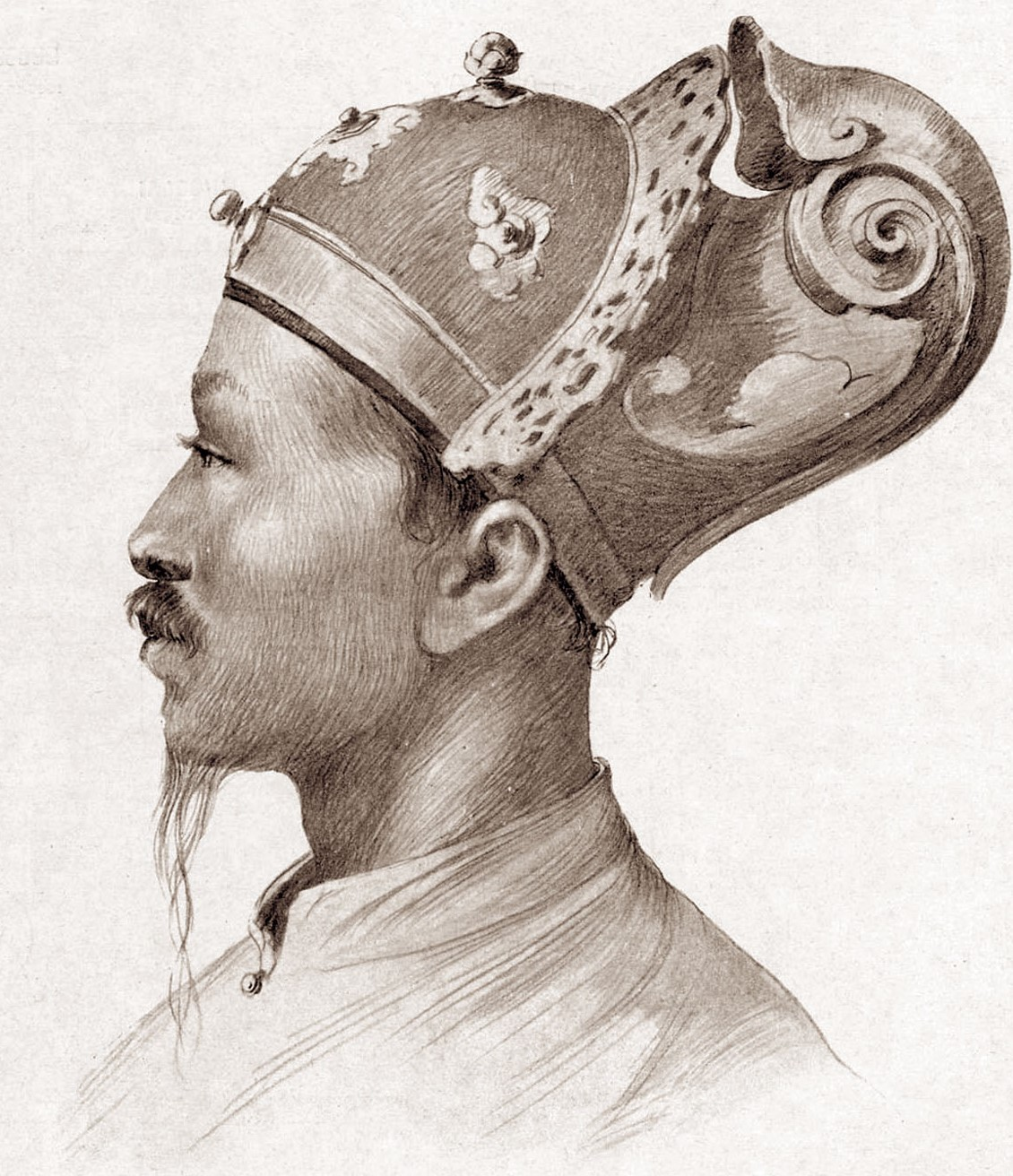
Tự Đức, vị vua thứ tư của triều Nguyễn

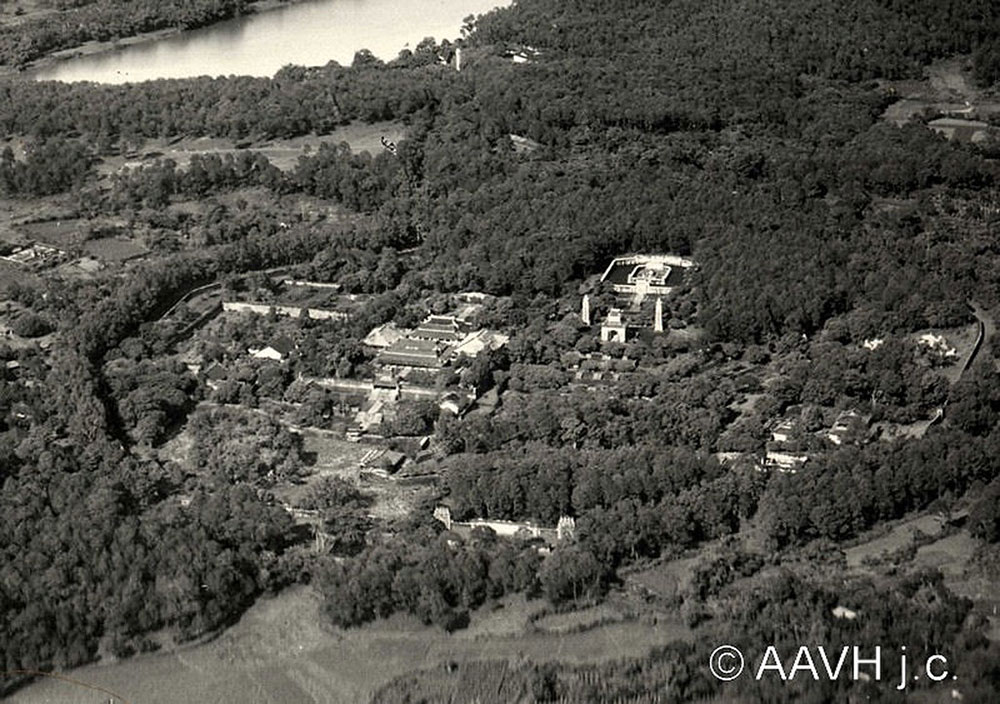
Toàn cảnh lăng Tự Đức (1932)

Tự Đức đã sớm nghĩ đến việc xây lăng mộ cho mình ngay khi còn sống. Vốn là một người giỏi thi phú, ông đã chọn cho mình một nơi yên nghỉ xứng đáng với ngôi vị của mình, địa điểm được chọn để xây lăng trong một thung lũng hẹp thuộc làng Dương Xuân Thượng, tổng Cư Chánh (Chú ý rằng "vạn niên cơ" là danh từ chung chỉ các lăng tẩm vua chứ không phải như nhiều sách vở cho là vua Tự Đức lấy tên Vạn Niên Cơ đặt tên cho công trình, với mong muốn được trường tồn). Tuy nhiên, do công việc sưu dịch xây lăng quá cực khổ, lại bị quan lại đốc thúc đánh đập tàn nhẫn, dân phu xây lăng đã nổi dậy, dẫn đến sự kiện loạn Chày Vôi.
Tương truyền, dân chúng ta thán:
Vạn Niên là Vạn Niên nào
Thành xây xương lính, hào đào máu dân
Ngày 8-9 âm lịch năm Bính Dần (1866), tức năm Tự Đức thứ 19, do việc xây dựng Vạn niên cơ, quân sĩ và dân phu phải làm lụng khổ sở, có nhiều người oán giận. Nhân sự bất mãn đó, với lý do tôn phù Đinh Đạo (cháu ruột Tự Đức, nguyên tên là Ưng Đạo, do cha là An Phong công Hồng Bảo làm loạn nên phải đổi thành Đinh Đạo) lên ngôi vua, Đoàn Hữu Trưng cùng với các em là Đoàn Hữu Ái, Đoàn Tư Trực, cùng các đồng chí là Trương Trọng Hòa, Phạm Lương, Tôn Thất Cúc, Tôn Thất Giác, Bùi Văn Liệu, Nguyễn Văn Quí phát động khởi nghĩa. Những người tham gia khởi nghĩa phần đông là nhân công đang uất hận vì bị bắt lao dịch khắc nghiệt để xây dựng Vạn niên cơ. Họ dùng chầy vôi - dụng cụ lao động - làm vũ khí nên tục gọi là "giặc chày vôi". Tuy nhiên, cuộc đảo chính thất bại. Cả nhà Ưng Đạo đều bị hại. Đoàn Hữu Trưng và hai người em bị giết lúc mới 22 tuổi.
Tuy nhiên, do sự việc này, vua phải đặt tên Vạn niên cơ thành Khiêm Cung và viết bài biểu trần tình để tạ tội. Năm 1873, Khiêm Cung mới được hoàn thành, vua Tự Đức vẫn sống thêm 10 năm nữa rồi mới qua đời.

## Kiến trúc

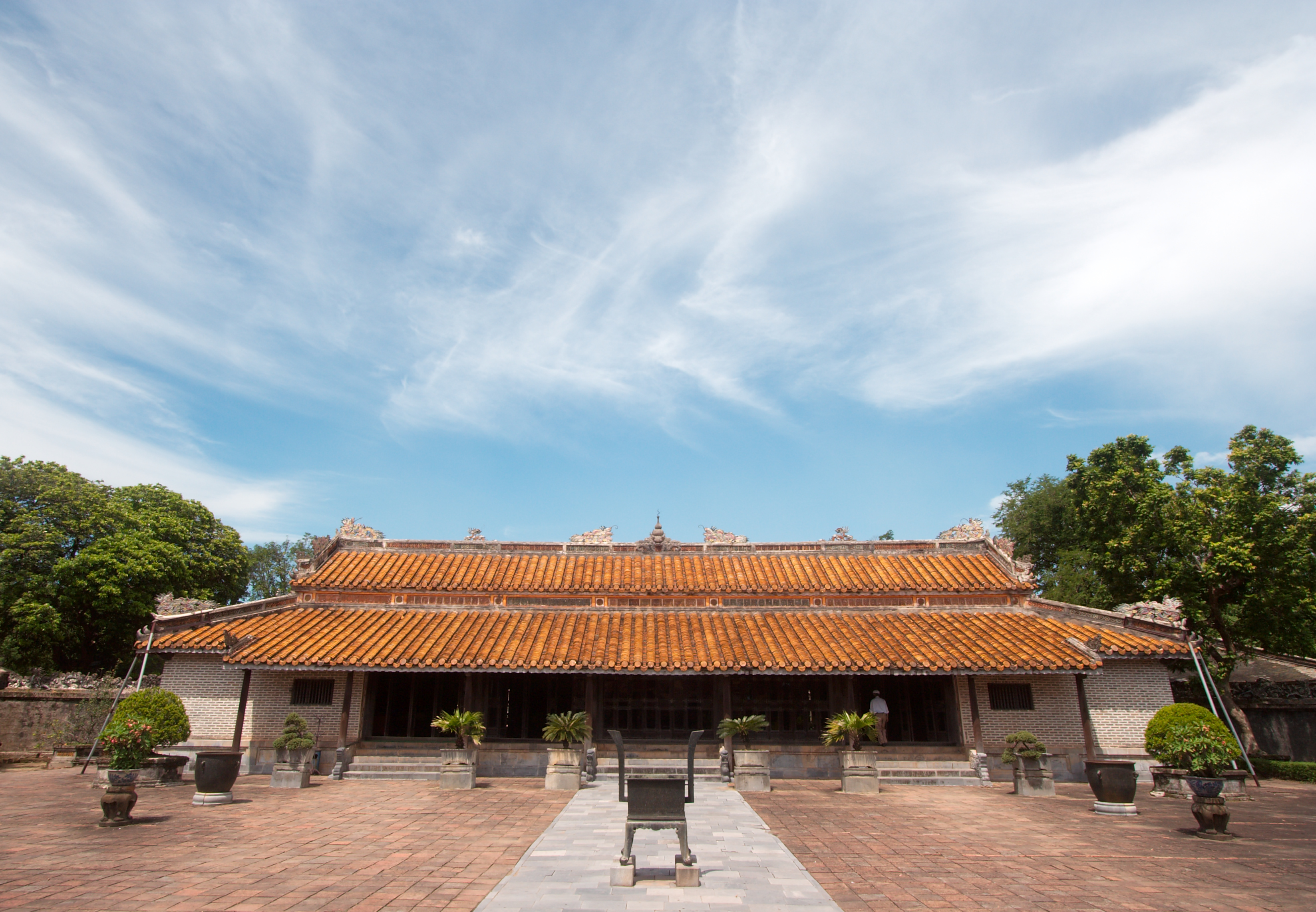
Điện Hòa Khiêm, chính tẩm thờ vua Tự Đức.

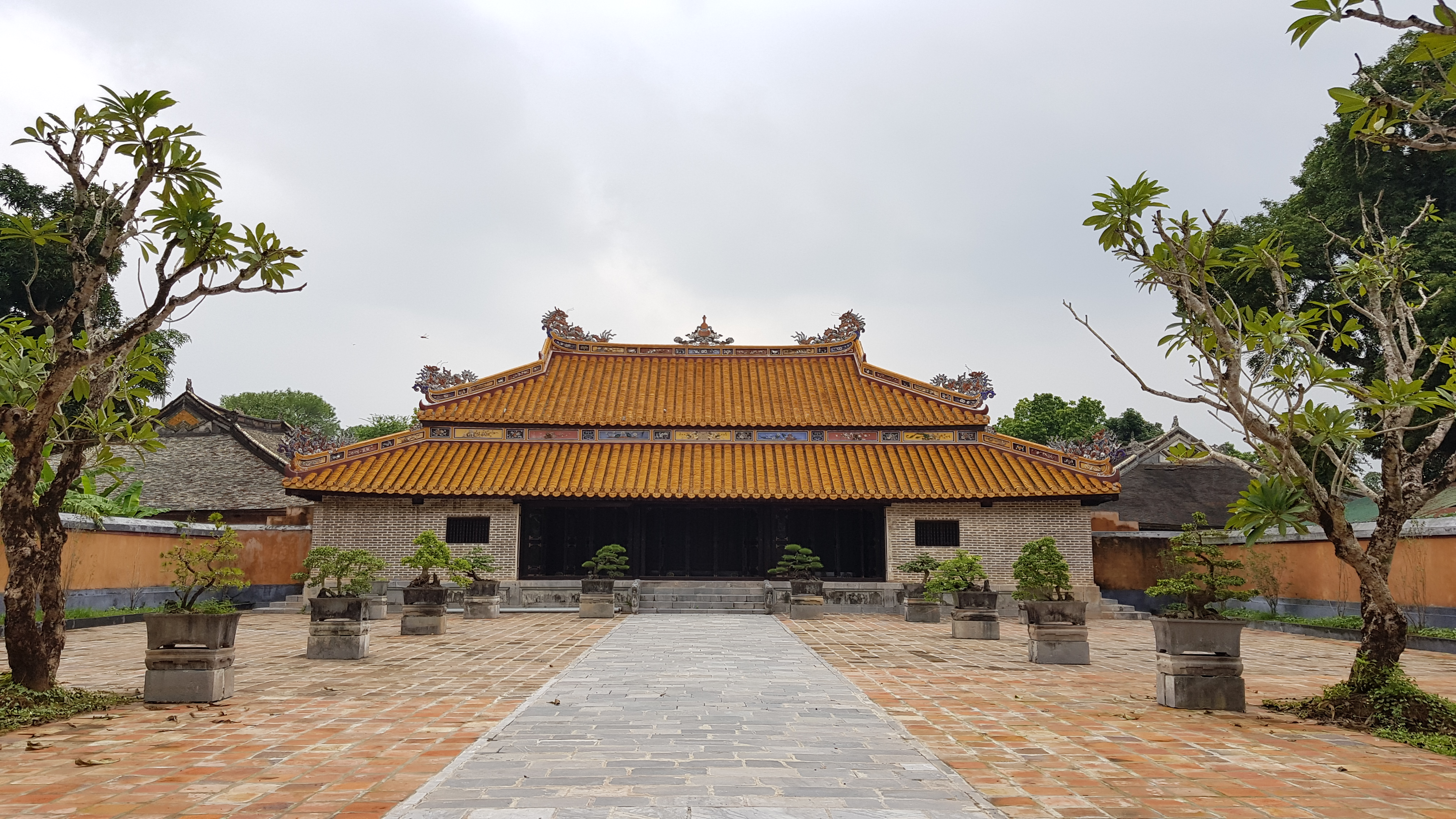
Điện Lương Khiêm (殿良謙) trong lăng Tự Đức, nơi thờ Thái hậu Từ Dụ

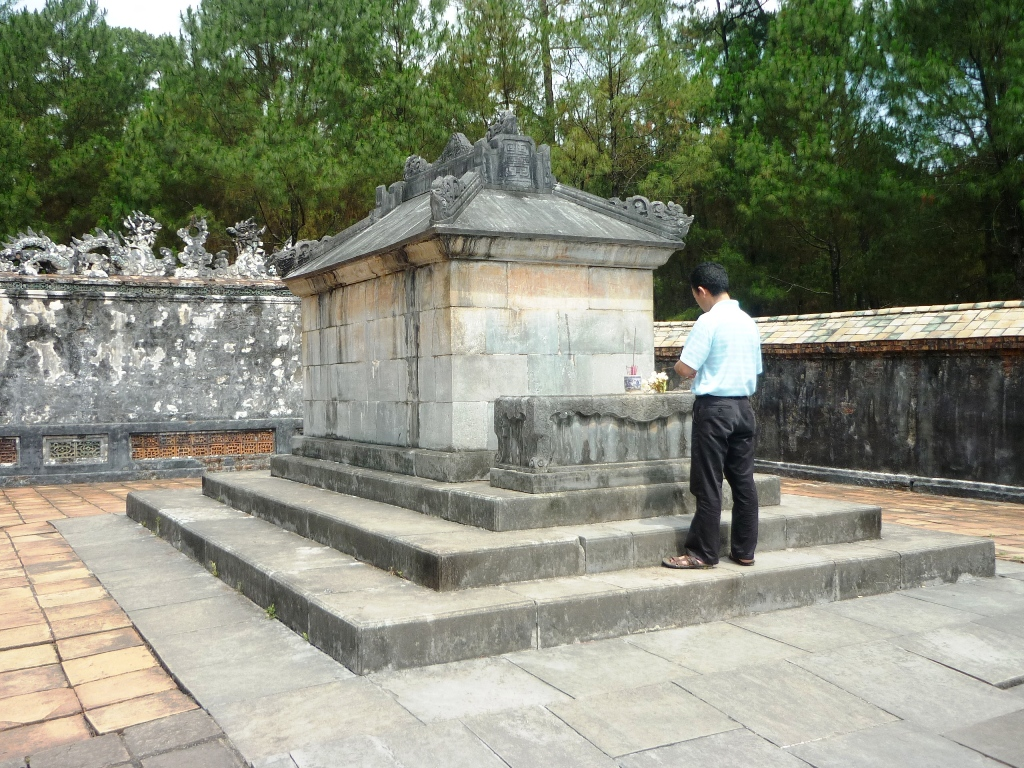
Mộ vua Tự Đức.

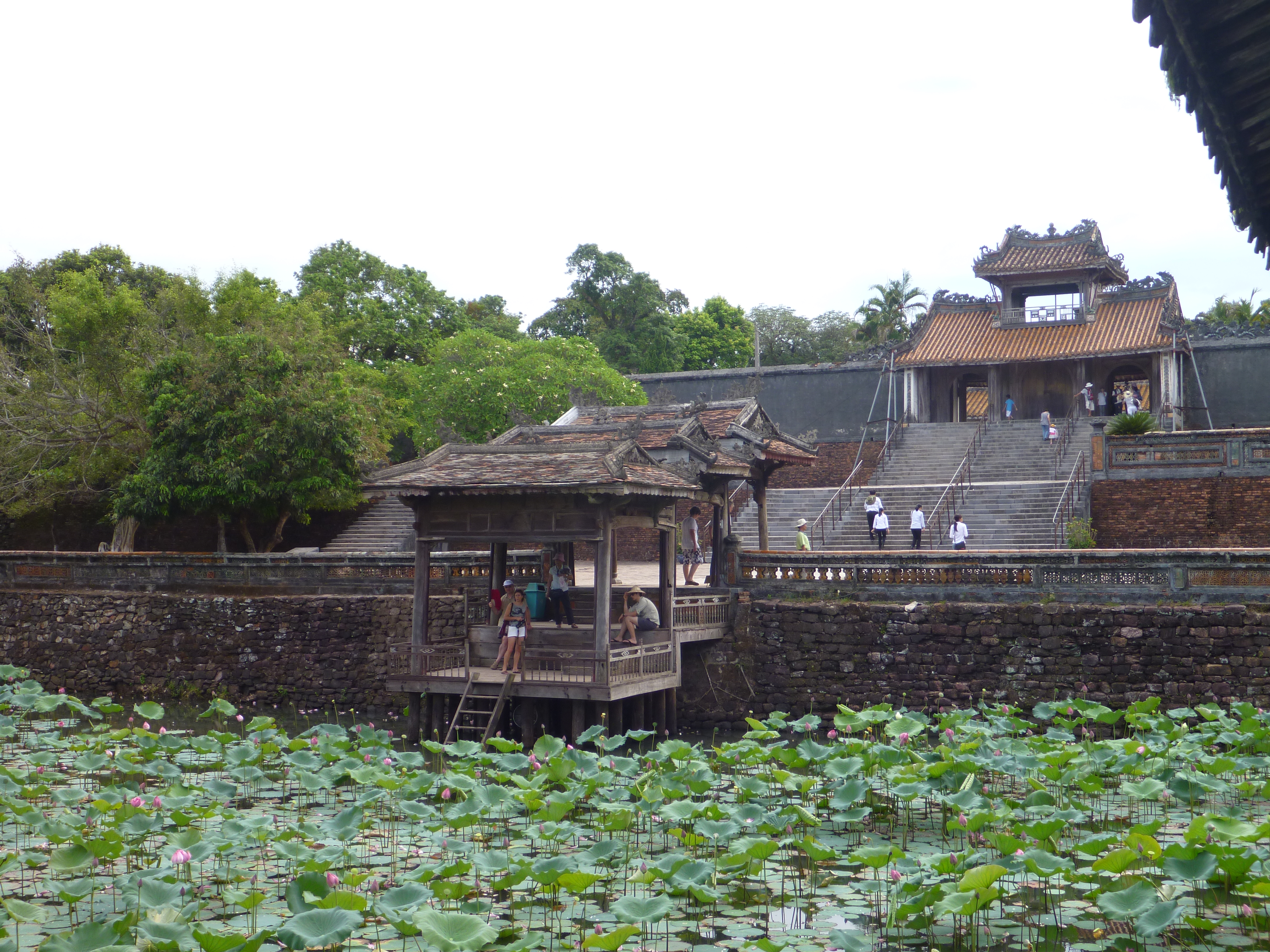
Dũ Khiêm tạ (俞謙榭) và Khiêm Cung môn (謙宫門).

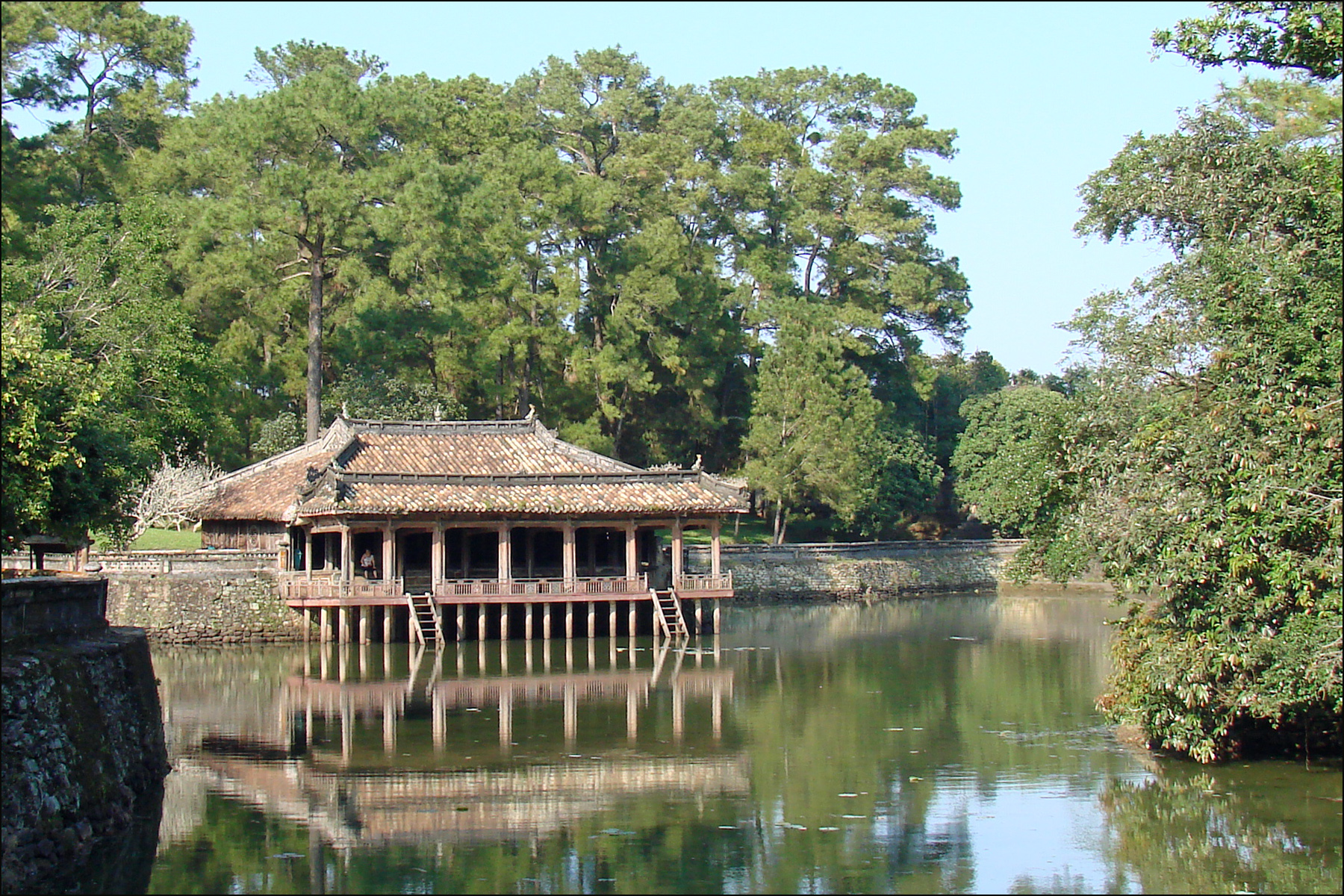
Xung Khiêm tạ (冲謙榭) trước khi trùng tu.

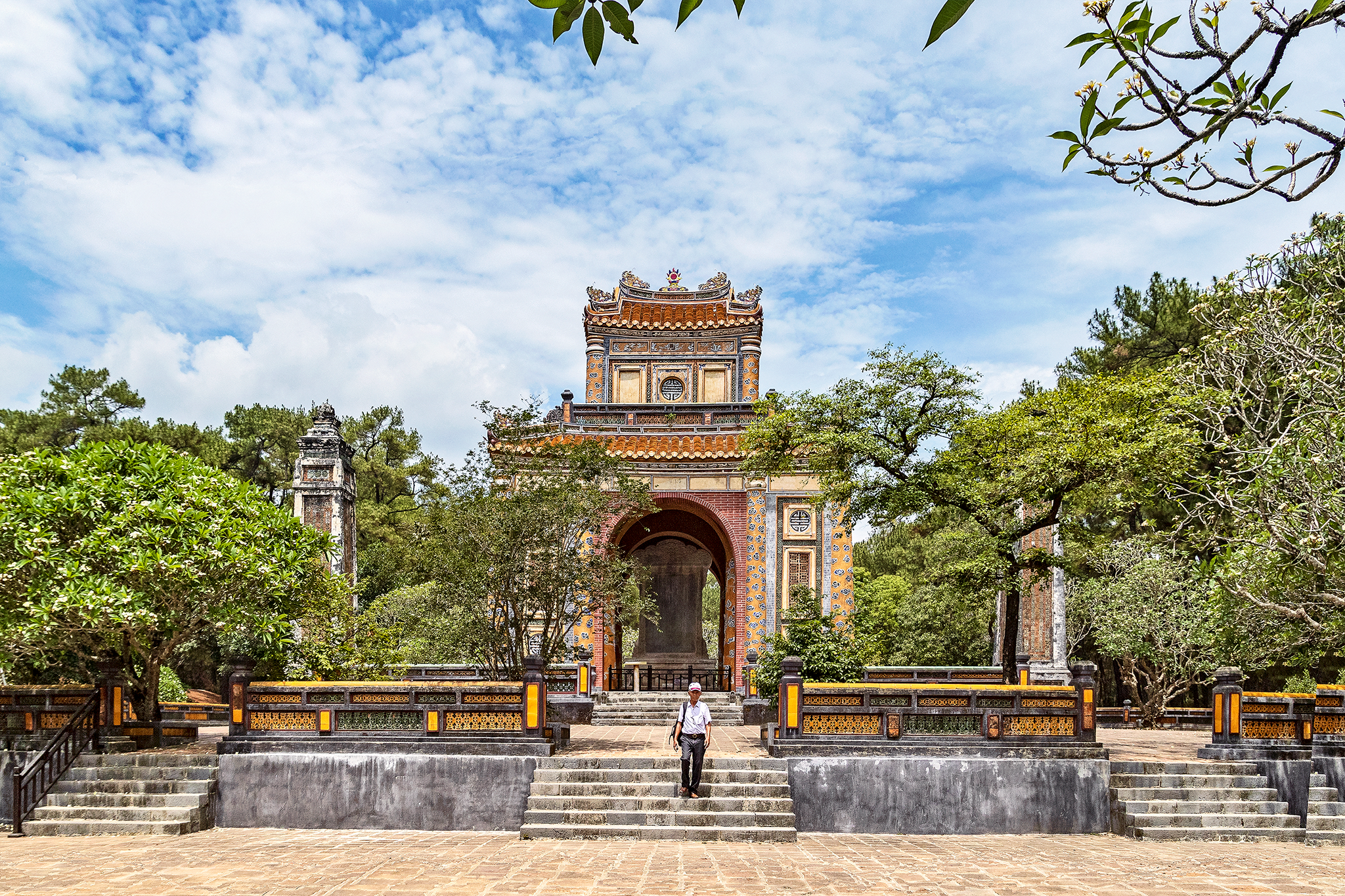
Bi đình lăng Tự Đức

Bố cục khu lăng gồm 2 phần chính, bố trí trên 2 trục lăng mộ và tẩm điện dọc song song với nhau cùng lấy núi Giáng Khiêm ở phía trước làm tiền án, núi Dương Xuân làm hậu chẩm, hồ Lưu Khiêm làm yếu tố minh đường. Gần 50 công trình trong lăng ở cả hai khu vực tẩm điện và lăng mộ đều có chữ Khiêm trong tên gọi.
La thành bao quanh lăng Tự Đức xây bằng gạch, đá núi, cao 2,5m, dài hơn 1800m, mở 3 cửa: Vụ Khiêm môn (務謙門), Thượng Khiêm môn (尚謙門) và Tự Khiêm môn (自謙門).
Khu vực cảnh quan phía trước chủ yếu là hồ Lưu Khiêm (流謙湖), lấy nước từ bên tả, chạy suốt ôm vòng cả hai trục lăng và tẩm. Giữa hồ có Khiêm đảo (謙島) với những mảnh đất trồng hoa và những hang nhỏ để nuôi thú hiếm, trên đảo dựng 3 ngôi đình nhỏ là Nhã Khiêm (雅謙亭), Lạc Khiêm (樂謙亭) và Tiêu Khiêm (標謙亭). Bên bờ hồ Lưu Khiêm có Xung Khiêm tạ (冲謙榭) và Dũ Khiêm tạ (俞謙榭), nơi nhà vua đến ngắm hoa, làm thơ, đọc sách. Ba cây cầu Tuần Khiêm, Tiễn Khiêm và Do Khiêm bắt qua hồ dẫn đến đồi thông.

### Khu tẩm điện
Phía trước bên ngoài có 2 tòa nhà vuông Công Khiêm, Cung Khiêm. 3 dãy tam cấp bằng đá Thanh dẫn vào Khiêm Cung môn (謙宫門), là cửa chính của khu tẩm điện, 3 gian có cổ lâu.
Bên trong Khiêm Cung môn là khu vực dành cho vua nghỉ ngơi mỗi khi đến đây. Chính giữa là điện Hòa Khiêm (和謙殿) làm theo kiểu nhà kép, là nơi vua làm việc, nay là nơi thờ cúng bài vị của vua và Hoàng hậu. Hai bên phía trước tả, hữu là Pháp Khiêm vu (法謙廡) và Lễ Khiêm vu (禮謙廡) dành cho các quan văn võ theo hầu. 
Sau điện Hòa Khiêm là điện Lương Khiêm (良謙殿), xưa là chỗ nghỉ ngơi của vua, về sau được dùng để thờ vong linh bà Từ Dũ, mẹ vua Tự Đức. 
Bên phải điện Lương Khiêm là Ôn Khiêm đường (溫謙堂) - nơi cất đồ ngự dụng. Đặc biệt, phía trái điện Lương Khiêm có nhà hát Minh Khiêm đường (鳴謙堂) để nhà vua xem hát, được coi là một trong những nhà hát cổ nhất của Việt Nam hiện còn. 
Phía sau là Tòng Khiêm viện (從謙 院) và Dụng Khiêm viện (用謙院). Sau nữa lại có Ích Khiêm Các (益謙閣), vườn hoa.  
Bên hữu trục tẩm có một khu vực rộng với nhiều dãy nhà ngăn thành các phòng nhỏ, là nơi dành cho phi tần ở mỗi khi nhà vua lên Khiêm Cung. Gần ra phía trước là Chí Khiêm Đường (至謙堂) là nơi thờ cung phi tiền triều, hai bên có Y Khiêm viện (依謙院) và Trì Khiêm viện (持謙院) là chỗ ở của các cung phi theo hầu nhà vua, ngay cả khi vua còn sống cũng như khi vua đã chết. 

### Khu lăng mộ
Trục lăng đặt lùi về phía sau so với trục tẩm.
Mở đầu là Bái đình với hai hàng tượng quan viên văn võ. Tiếp sau là Bi đình với tấm bia bằng đá Thanh nặng 20 tấn có khắc bài "Khiêm Cung Ký" do chính Tự Đức soạn vào năm 1871. Tuy có đến 103 bà vợ nhưng Tự Đức không có con nối dõi nên đã viết bài văn bia này thay cho bia "Thánh đức thần công" trong các lăng khác. Toàn bài văn dài 4.935 chữ, là một bản tự thuật của nhà vua về cuộc đời, vương nghiệp cũng như những rủi ro, bệnh tật của mình, kể công và nhận tội của Tự Đức trước lịch sử
Đằng sau Bi đình là hai trụ biểu sừng sững như hai ngọn đuốc tỏa sáng cùng với hồ Tiểu Khiêm (小謙池) hình trăng non đựng nước mưa để linh hồn vua rửa tội.
Tiếp đó rồi Bửu thành 2 lớp, trong dựng Bửu phong bằng đá Thanh, kiểu dáng tựa Bửu phong lăng Gia Long. Bửu phong dài 2,96m, rộng 1,58m, cao 2,47m.

## Lăng lân cận

### Lăng Khiêm Thọ
Lăng Khiêm Thọ (謙壽陵) nằm bên tả của Khiêm Lăng, đối diện qua hồ Lưu Khiêm, là nơi chôn cất của Lệ Thiên Anh Hoàng hậu (1828-1902), chính thất của vua Tự Đức. Lăng có cấu trúc điển hình của các lăng mộ hoàng hậu nhà Nguyễn với bốn tầng sân tế, được dẫn lên bằng hệ thống bậc cấp. Trên sân tế có sẵn nền nhà và các lỗ cột để dựng nhà Hoàng ốc mối khi tế lễ. Ba tầng dưới là những khoảng sân rộng, tầng trên cùng là nơi đặt bửu phong (mộ phần), được bao bọc bởi hai lớp bửu thành, trước sau đều có bình phong che chắn. Vòng tường ngoài có trổ cổng. Tường thành ngoài 31,5m x 21,3m; tường thành trong 19m x 14,55m. Bình phong trước của lăng Khiêm Thọ được trang trí ghép sành sứ rất đẹp. Bửu phong xây bằng đá Thanh, tương tự lăng vua, dài 2,96m, rộng 1,58m, cao 2,5m.

### Lăng Kiến Phúc
Lăng Kiến Phúc, hay Bồi Lăng (陪陵), là lăng mộ của hoàng đế Kiến Phúc, vị hoàng đế thứ 7 của triều đại nhà Nguyễn trong lịch sử Việt Nam. Lăng tọa lạc tại làng Dương Xuân Thượng, huyện Hương Thủy, thành phố Huế, bên tả ngạn hồ Lưu Khiêm, cùng phía với Khiêm Thọ Lăng (謙陵), trong khuôn viên của Lăng Tự Đức.

## Hình ảnh

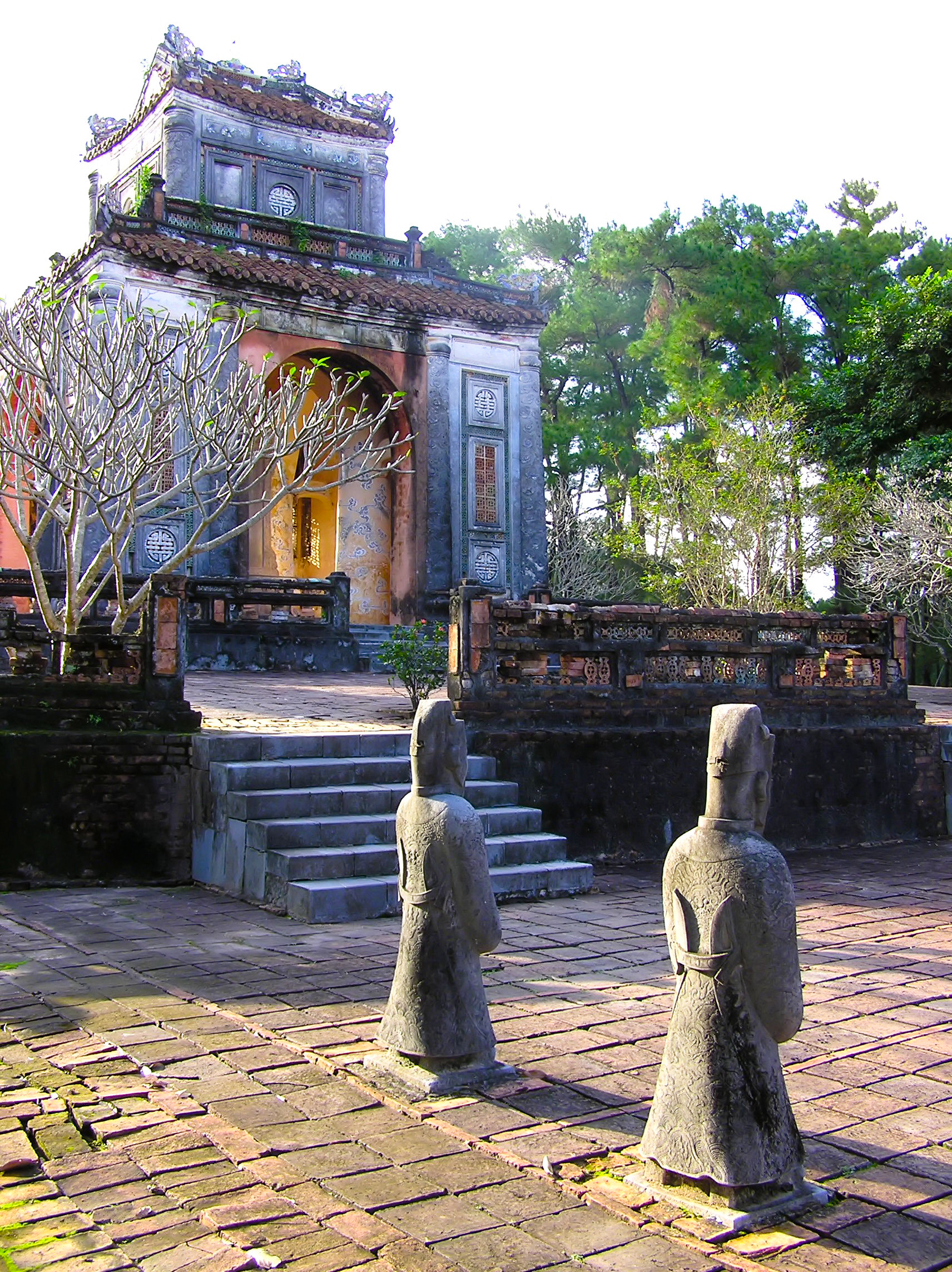
Tượng quan hầu
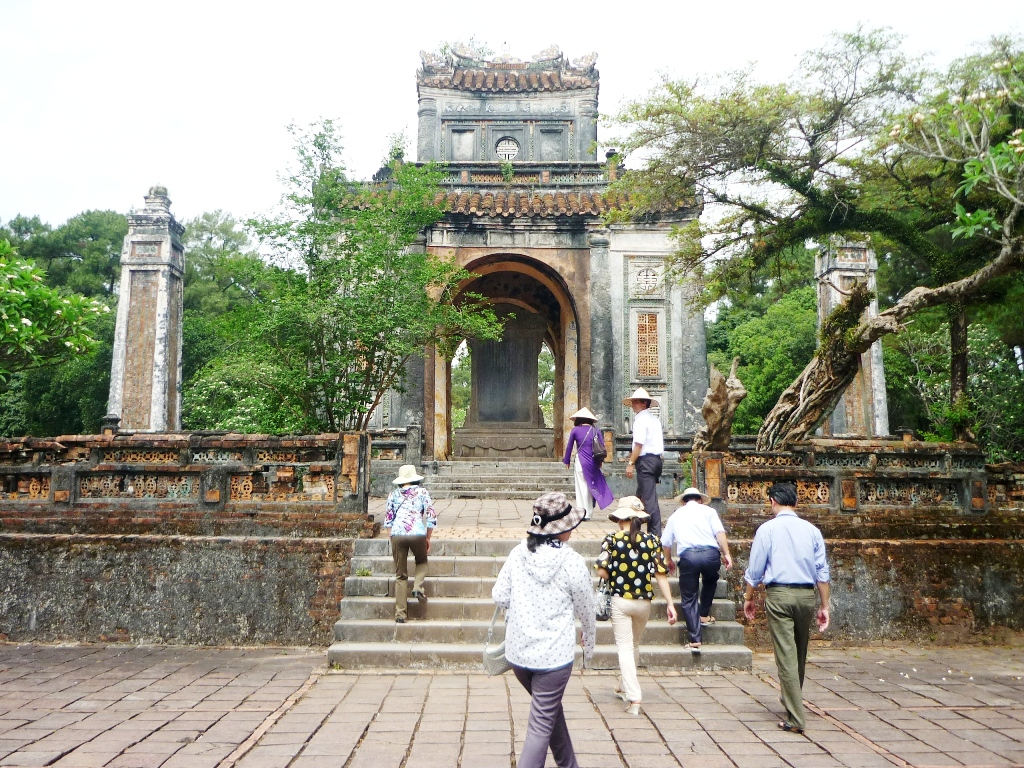
Nhà bia trong lăng Tự Đức trước khi trùng tu
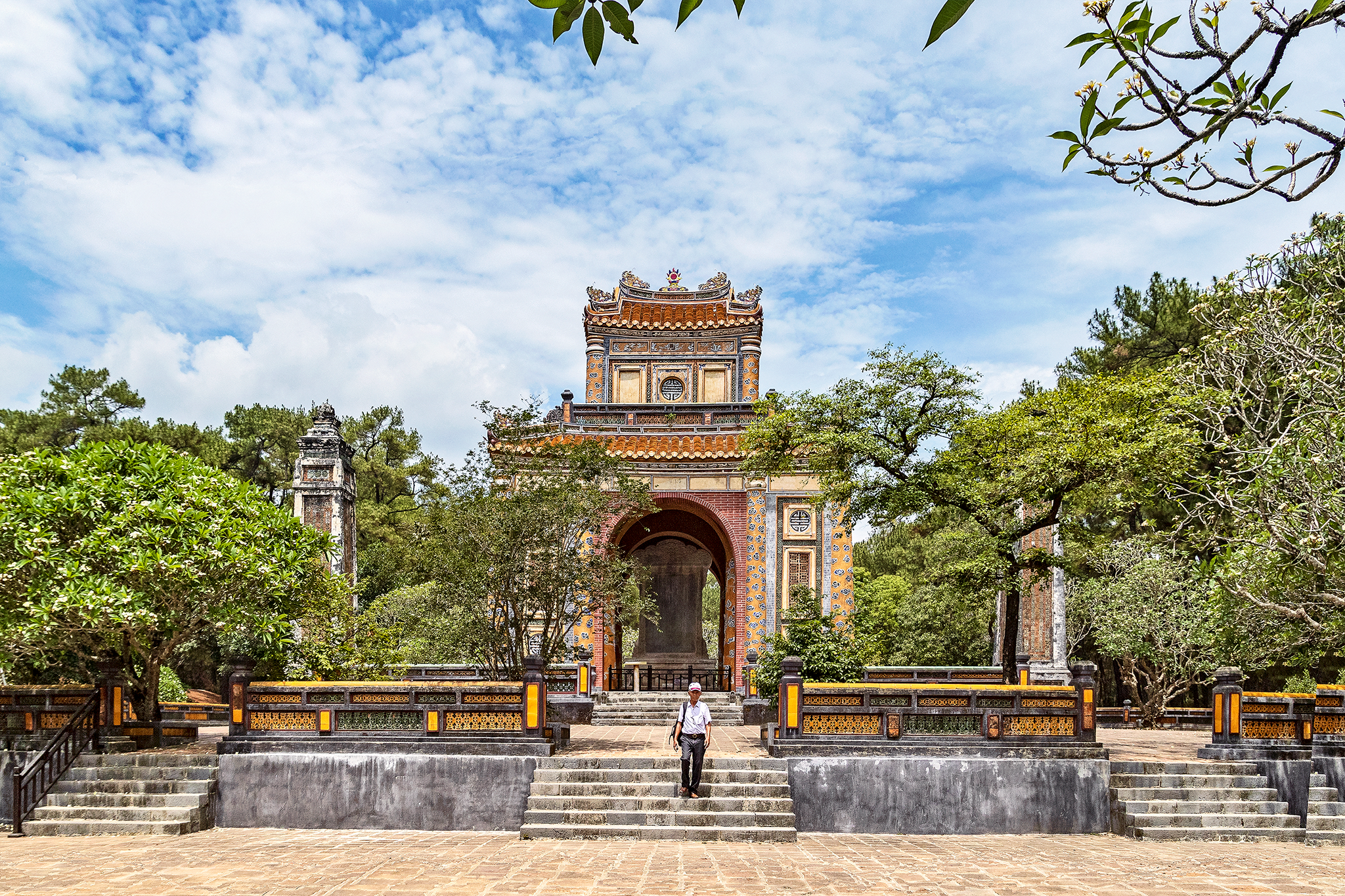
Nhà bia trong lăng Tự Đức sau khi trùng tu
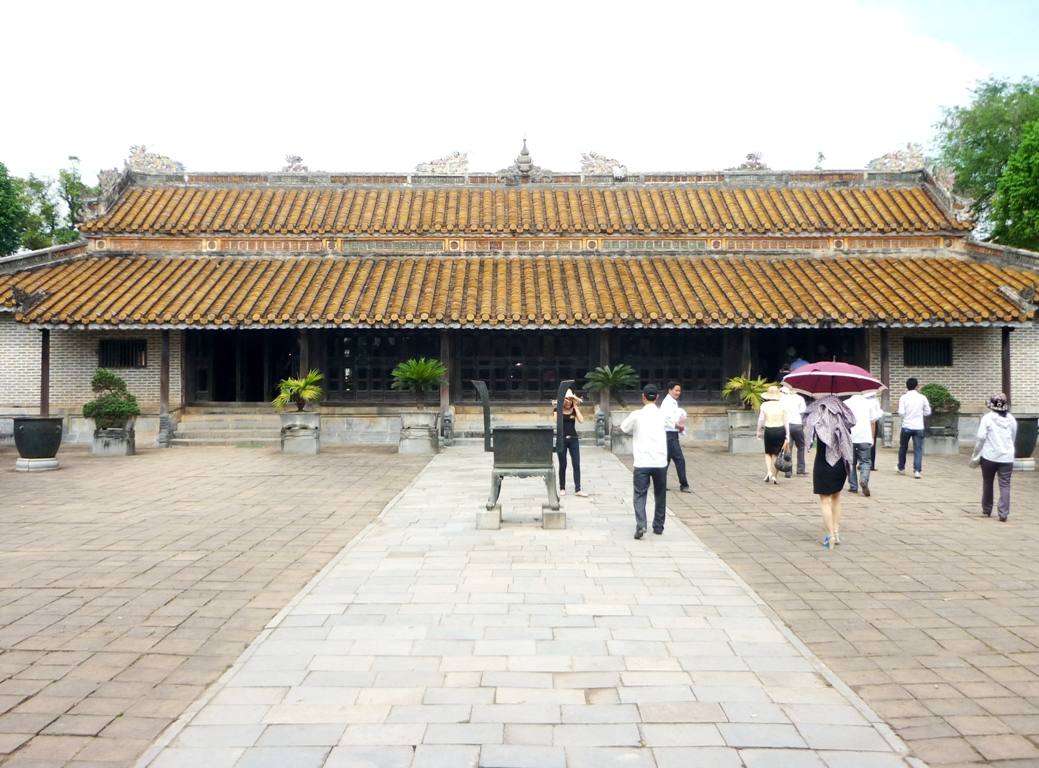
Điện Lương Khiêm
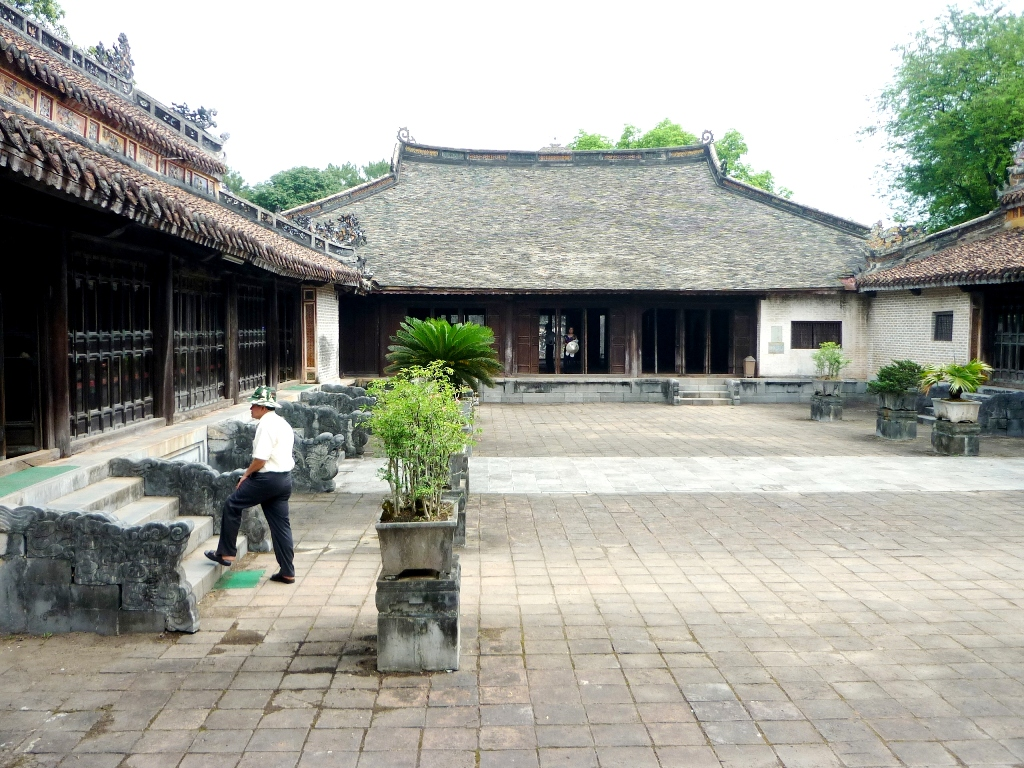
Nhà hát Minh Khiêm đường
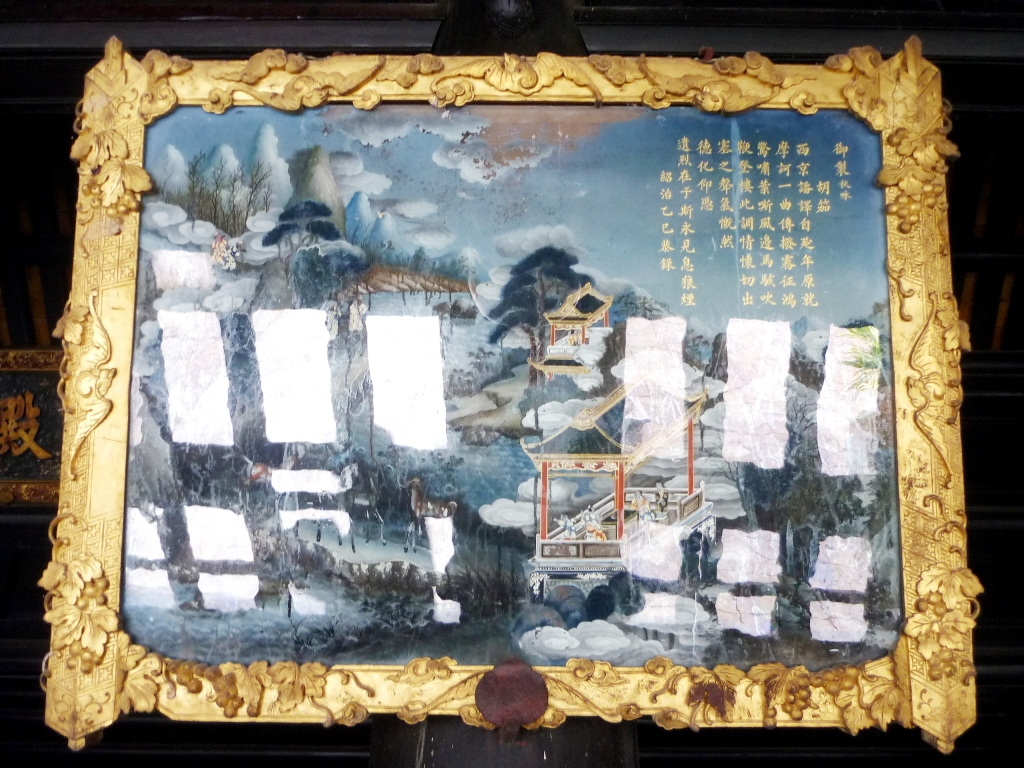
Tranh vẽ ngược trong Điện Lương Khiêm
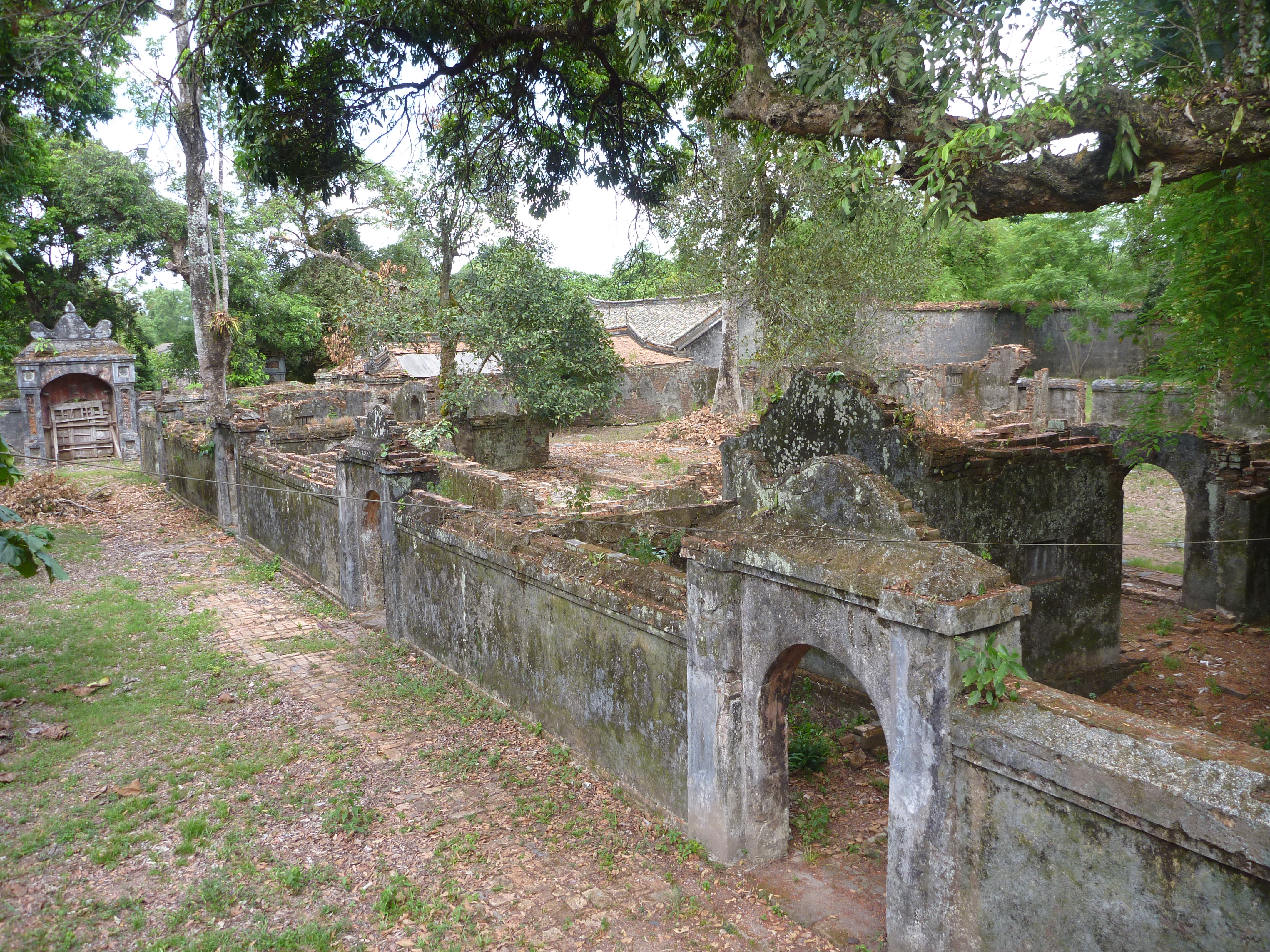
Tàn tích của các công trình trong lăng Tự Đức